# Dyplolabia oryzoides
Dyplolabia oryzoides är en lavart som först beskrevs av Leight., och fick sitt nu gällande namn av Kalb & Staiger. Dyplolabia oryzoides ingår i släktet Dyplolabia och familjen Graphidaceae.   Inga underarter finns listade i Catalogue of Life.